# Slijm

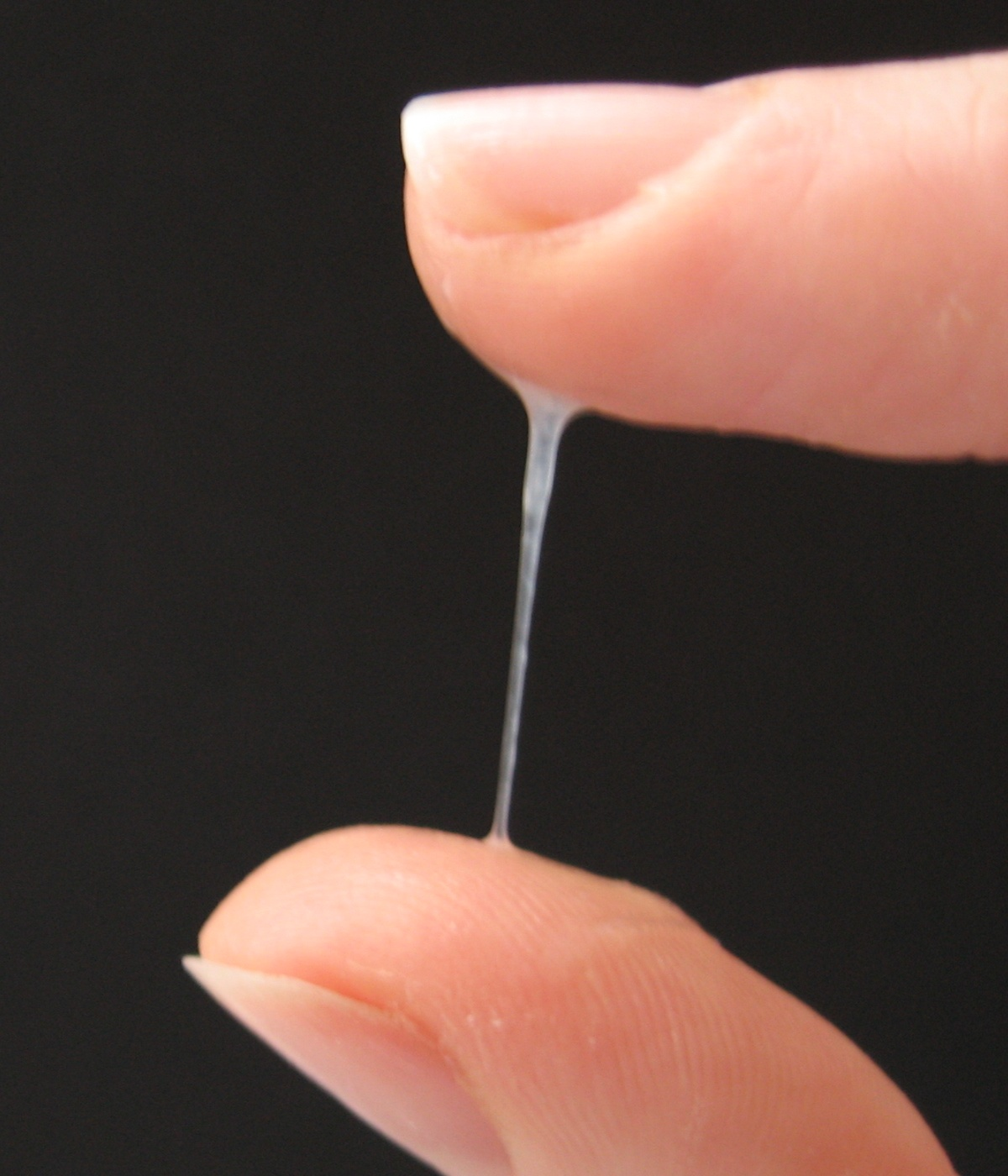
Baarmoederhalsslijm

Slijm (Latijn: mucus, bijvoeglijk naamwoord: muceus) is een oplossing van macromoleculen in water waardoor dit visceuzer wordt en er in mindere of meerdere mate draden van de oplossing kunnen worden getrokken. Vele soorten macromoleculen, van organische of synthetische aard, komen in aanmerking. Als de concentratie van de verdikkende moleculen groter wordt, ontstaat meestal een gel.
Slijm wordt op verschillende plaatsen in het lichaam geproduceerd, waaronder in de speekselklieren, de luchtwegen en de geslachtsorganen. Slijm heeft meerdere functies: het dient om bescherming te bieden tegen uitdroging, om lichaamsvreemde stoffen uit het lichaam te werken of daarbuiten te houden en om nuttige stoffen zoals enzymen te transporteren. Een teveel aan slijm kan worden tegengegaan met behulp van adstringentia. Bij sommige aandoeningen, zoals taaislijmziekte en het syndroom van Sjögren, is het slijm te dik, wat aanleiding geeft tot allerlei medische klachten.

## Humores-theorie
Volgens de intussen weerlegde humores-theorie van de oude Grieken (onder anderen Galenus) hoort een teveel aan slijm bij het persoonlijkheidstype van de flegmaticus.